# Saiva bullata
Saiva bullata är en insektsart som först beskrevs av William Lucas Distant 1891.  Saiva bullata ingår i släktet Saiva och familjen lyktstritar. Inga underarter finns listade i Catalogue of Life.